# Karen Nyberg
Karen LuJean Nyberg (Parkers Prairie, 7 oktober 1969) is een Amerikaans voormalig ruimtevaarder. Nybergs eerste ruimtevlucht was STS-124 met de spaceshuttle Discovery en vond plaats op 31 mei 2008. Tijdens de missie werden onderdelen van de Japanse Experimentmodule naar het Internationaal ruimtestation ISS gebracht.
Nyberg maakte deel uit van NASA Astronautengroep 18. Deze groep van 17 ruimtevaarders begon hun training in 2000 en had als bijnaam The Bugs. 
In totaal heeft Nyberg twee ruimtevluchten op haar naam staan. Zij is getrouwd met ex-astronaut Douglas Hurley en zij hebben een zoon.